# Districtul Djezzar
Djezzar este un district din provincia Batna, Algeria.